# Anatomia upadku (film 2023)
Anatomia upadku (fr. Anatomie d’une chute) – francuski dramat sądowy z 2023 roku w reżyserii Justine Triet. Zdjęcia kręcono w Grenoble oraz w departamentach Sabaudia (m.in. Villarembert) i Charente-Maritime (Saintes).
Film miał swoją premierę 21 maja 2023 roku w konkursie głównym podczas 76. Międzynarodowego Festiwalu Filmowego w Cannes, gdzie zdobył Złotą Palmę. Do sal kinowych we Francji trafił 23 sierpnia 2023 roku, w Polsce zaczęto go wyświetlać 23 lutego 2024 roku.
Obraz zdobył dwa Złote Globy w 2024 roku: dla najlepszego filmu nieanglojęzycznego oraz dla najlepszego scenariusza (Arthur Harari, Justine Triet). Otrzymał także m.in. Cezara za najlepszy francuski film roku i Oscara za najlepszy scenariusz oryginalny.

## Fabuła
Sandra, Samuel i ich niewidomy syn Daniel mieszkali razem w ustronnym miejscu, w wysokich górach. Któregoś dnia Samuel został znaleziony martwy pod domem. Śledczy nie byli pewni, czy był to nieszczęśliwy wypadek. Mężczyzna remontował poddasze. W momencie wypadku Sandra spała, a Daniel spacerował z psem w oddali poza domem.

## Obsada
- Sandra Hüller jako pisarka Sandra Voyter
- Swann Arlaud jako adwokat Vincent Renzi
- Milo Machado-Graner jako Daniel Maleski, syn Sandry i Samuela
- Antoine Reinartz jako prokurator
- Samuel Theis jako Samuel Maleski
- Jehnny Beth jako Marge Berger
- Saadia Bentaïeb jako Nour Boudaoud, prawniczka Sandry
- Camille Rutherford jako Zoé Solidor, studentka
- Anne Rotger jako sędzia
- Sophie Fillières jako Monica
- Nesrine Slaoui jako dziennikarka telewizyjna
- Antoine Buéno jako Balard, ekspert
- Wajdi Mouawad jako Jammal, psychiatra
- Sacha Wolff jako śledczy
- Kareen Guiock jako prezenterka telewizyjna
- Arthur Harari jako krytyk literatury
- Messi jako Snoop, pies opiekun[1][4]